# Philadelphus maculatus
Philadelphus maculatus là một loài thực vật có hoa trong họ Tú cầu. Loài này được (C.L. Hitchc.) S.Y. Hu miêu tả khoa học đầu tiên năm 1956.